# Ігор (мультфільм)
 Ігор (англ. Igor) — американська комп’ютерна анімаційна комедія жахів, прем'єра якої відбулася 19 вересня 2008 року. Центральним персонажем є один з так званих «Ігорів» - стереотипних горбатих помічників злих геніїв. Випущений студією Exodus Film Group.

## Сюжет
Дія відбувається у вигаданій країні Малера. Колись жителі цієї маленької країни жили безтурботно. Але потім все небо затягнули хмари, які ніяк не хотіли йти. Без сонця врожаї гинули, і країні загрожував економічний крах. Однак один геній на ім'я Мальберт знайшов вихід - створення злісних пристроїв і погрожуючи ними всьому світу, шантажування інших країн і таким чином підтримку економіки Малера. Так Малера перетворилася в країну злих геніїв. На верхівці - ці самі генії на чолі з королем Мальбертом. Всі інші знаходяться під ними, включаючи касту горбатих помічників, названих одним ім'ям.
Головний герой - Ігор по імені і за покликанням. Він є помічником не надто талановитого злого генія доктора Глікенштейна. Але йому не посміхається життя повторення єдиної фрази «Та, господар». Хоча це заборонено законом під страхом смерті, Ігор теж є винахідником і мріє стати злим генієм. Його бажання - створити життя, найжахливішу життя в світі. Він уже зумів повернути до життя двох істот: безсмертного, але суїцидні кролика СоВсехНог і дурного мозку на ім'я Мозок.
Коли черговий винахід Глікенштейна виявляється фатальним для злого генія, Ігор розуміє, що настав його шанс. Адже йому все одно загрожує смертна кара за загибель господаря, коли про його смерті дізнаються інші генії. Він створює з людських останків величезне чудовисько жіночої статі. Йому вдається оживити монстра, але вона виявляється жіночною і м'якою, так як «зла кістка» в її пальці не активована. Ненароком нарікаючи їй Євою, Ігор веде її в центр промивання мізків, щоб зробити її злою. Помилка Мозку призводить до того, що Єва починає вважати себе актрисою. Ігор вирішує все ж показати Єву на щорічній виставці злих винаходів, але обманює її, стверджуючи, що вони готуються до кастингу на головну роль в мюзиклі «Енні».
Про існування Єви дізнається доктор Шаденфрейд, багаторазовий переможець виставки, який використовує свою помічницю Жаклін, здатну перевтілюватися в будь-яку жінку, щоб красти винаходи інших злих геніїв. Він намагається викрасти Єву і втертися до Ігоря в довіру. Коли ці спроби не вдаються, він розповідає королю Мальберту про смерть Глікенштейна. Король промовляє Ігоря до смерті на заводі з переробки Ігорів. За допомогою СоВсехНог Ігор збігає, але дізнається, що Шаденфрейду вдалося активувати «злий кістка» Єви. На виставці Шаденфрейд видає Єву за своє творіння, і вона трощить все інші винаходи. Під час втечі Ігор дізнається, що постійні хмари над Малер - робота Мальбер, чия вежа постійно створює все нові хмари над країною. Повернувшись на арену, Ігорю вдається переконати Єву знову стати доброю. СоВсехНог і Мозок деактивує промінь Мальбер і скидають його на арену. Волею випадку промінь падає прямо на короля, вбиваючи його. Шаденфрейд намагається взяти владу в свої руки, але народ Малера бунтує, дізнавшись правду. На зміну монархії приходить республіка. Громадяни обирають Ігоря на пост президента. Шаденфрейд продає солоні огірки на щорічному театральній виставі.